# Cistanthe crassifolia
Cistanthe crassifolia és una espècie de planta amb flors del gènere Cistanthe dins la família de les montiàcies endèmica del nord de Xile. És una planta herbàcia que habita a les zones costaneres a terrenys arenosos i pedregosos a la vora del mar, amb alta lluminositat, i també a l'interior fins a la zona precordillera.

## Descripció
És una planta llenyosa poc ramificada que pot arribar a un metre d'altura. Les fulles són lancolades, carnoses i pendunculades. Les flors s'agrupen en inflorescències racemoses, són grans i de color magenta.

## Taxonomia
Aquesta espècie va ser descrita per primer cop, com a Calandrinia crassifolia, l'any 1893 pel naturalista xilè d'origen alemany Rodolfo Amando Philippi (1808-1904) a la publicació Anales de la Universidad de Chile. L'any 2019 el botànic Mark A. Hershkovitz va desplaçar l'espècie vers el gènere Cistanthe, dins la família de les montiàcies, com a resultat dels seus estudis publicats a la revista Phytoneuron.

### Sinònims
Els següent nom científic és un sinònim heterotípic de Cistanthe crassifolia:
- Calandrinia crassifolia Phil.